# Удовольствие
Удово́льствие, наслажде́ние — часть положительных эмоций, субъективное переживание, в частности, сопровождается удовлетворением одной или нескольких потребностей. 
Антонимами удовольствия являются страдание, горе, несчастье и боль. Удовольствие считают частью различных других психических состояний, таких как экстаз, эйфория, кайф и поток.

## Этимология слова
Слово «удовольствие» является суффиксальным производным от древнерусского слова «удоволъ», имеющего то же значение и однокоренного современным словам «довольный», «воля».

### Народная этимология
Популярна версия, толкующая слово «удовольствие» как «воля уда», где «уд» — это мужской половой орган. В качестве её наукообразного подтверждения часто дают ссылку на заметку В. Э. Орла «Слав. *udъ» в сборнике «Этимология. 1977», однако о слове «удовольствие» в этой заметке вообще речь не идет.

## Философия
Основателем философии гедонизма (от др.-греч. ἡδονή — удовольствие) считается древнегреческий философ Аристипп. По Аристиппу, у души есть 2 состояния: боль и наслаждение, и для большего блага человек должен стремиться ко второму.
Разработанная теория удовольствия была у античного философа Эпикура. Он различал два вида наслаждения — «статическое», или наслаждение «в покое», и «кинетическое», или наслаждение «в движении». Он стал создателем течения эпикуреизм, позже эволюционировавшего в эвдемонизм ((от др.-греч. εὐδαιμονία — счастье). Понятие удовольствия в философии Эпикура 
не отождествлено со счастьем. Стоики считали удовольствие страстью, вызывающей зависимость и привычку. 
В трудах современного английского философа Дэвида Пирса (например, в работе «Гедонистический императив») рассматриваются перспективы увеличения роли удовольствий в обществе и биосфере.

## Психология
Принцип удовольствия (нем. Lustprinzip) — один из четырёх принципов работы психического аппарата в теории Зигмунда Фрейда, наряду с принципом постоянства, принципом нирваны и принципом навязчивого повторения. Принцип удовольствия описывает стремление психики к понижению напряжения до минимального уровня. «Голод, жажда, стремление к сексуальному удовлетворению, потребность в сне и физическом движении коренятся в химизме организма. Объективная физиологическая необходимость удовлетворить эти требования субъективно воспринимается как желание, и если оно не удовлетворяется какое-то время, ощущается мучительное напряжение. Если такое напряжение разряжается, облегчение воспринимается как удовольствие». Поэтому в работе 1920 года Фрейд делает парадоксальный вывод, говоря о том, что «принцип удовольствия находится в подчинении у влечения к смерти» — и тот и другой стремятся привести организм к уровню минимальной, в идеале нулевой, психической нагрузке.
Эрих Фромм в труде «Человек для себя» предлагает называть тип удовольствия, описанный Фрейдом и связанный с физическим состоянием тела — удовлетворение (satisfaction), от лат. «делаться достаточным». «Удовлетворение, связанное с разрядкой мучительного напряжения, есть наиболее распространенное и легче всего достижимое психологически удовольствие; оно также может оказаться одним из наиболее интенсивных, если напряжение длилось достаточно долго и потому само стало весьма интенсивным. Значимость этого типа удовольствия не может быть поставлена под сомнение; не может быть поставлен под сомнение и тот факт, что в жизни многих это почти единственный когда-либо испытываемый тип удовольствий», пишет он. Другой тип удовольствия по его мнению — связан с психическим напряжением. «Человеку может казаться, будто желание порождено требованиями тела, в то время как на самом деле оно определяется иррациональными психическими потребностями. Он может испытывать сильный голод, который вызван не нормальной физиологической потребностью организма, а психологическим стремлением заглушить тревогу или депрессию (…). Хорошо известно, что желание напиться часто является следствием не жажды, а психологических причин». Здесь удовольствие также связано со снятием напряжения. Далее Фромм перечисляет типы удовольствия: удовлетворение, иррациональное удовольствие, радость, счастье, удовольствие, сопровождающее выполнение любой задачи, которую человек перед собой поставил (то есть «вознаграждение», достижение, и, наконец, удовольствие, основанное не на усилии, а на расслаблении.
Психоаналитик Жак Лакан сопоставляет удовольствие с завистью, какими бы противоположными они не казались, поскольку «удовольствие связано не с праздностью, а именно с зависимостью или эрекцией желания», — говорит он в семинаре «Объектные отношения», 05. 12. 1956

## В религиях
В древнегреческой мифологии удовольствие олицетворяет богиня Волупия.
В христианстве такие телесные удовольствия, как чревоугодие и похоть, отвергаются, а культивируются удовольствия духовные: блаженство и радость.
В буддизме обратной стороной удовольствия считается страдание, вызванное неудовлетворённым вожделением.